# 黃蜂III型無人機
黃蜂III型無人機（英語：AeroVironment Wasp III）是一款由宇航環境公司為美國空軍特種作戰部隊開發的微型無人機，用于提升超視距情況下的態勢感知能力。該飛機配備了兩個機載攝影機，能夠向操作員實時提供情報。它還配備了GPS和慣性導航系統，能夠自動執行從起飛到回收的全程飛行。該無人機於2007年加入美國空軍。
Wasp有兩種型號：一種是可以在陸地上降落的傳統版本（稱為「Terra Wasp」），另一種是可以在水上降落的版本（稱為「Aqua Wasp」）。美國空軍在2012年5月底接收了Wasp AE，而美國海軍陸戰隊則在2013年1月透露已訂購Wasp AE。Wasp AE的正式編號為Q-12A。

## 發展

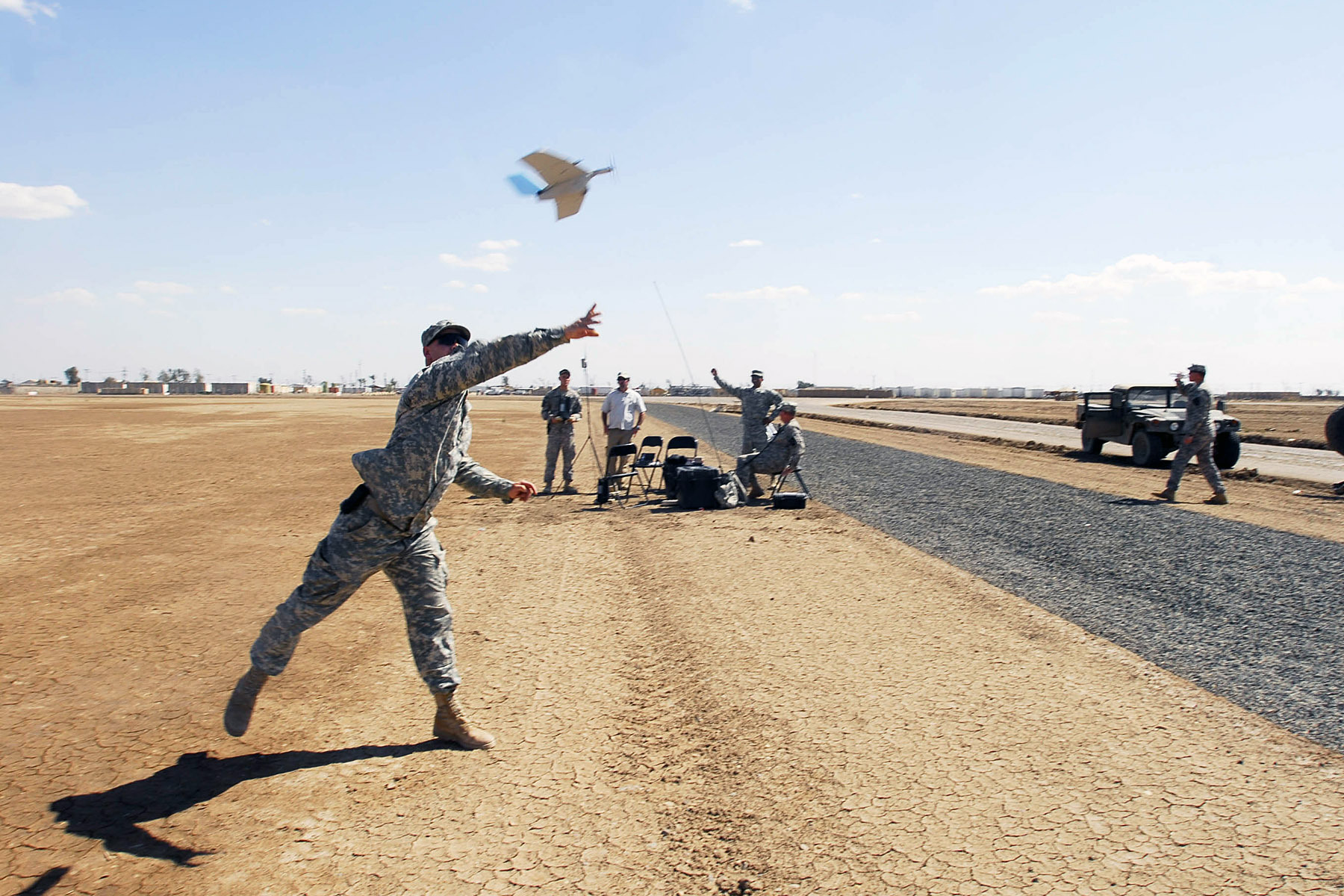
一位美國陸軍上士拋擲一架Wasp III

黃蜂III型是宇航環境公司與國防高等研究計劃署多年共同開發的成果，是一款小型、便攜、可靠且堅固的無人航空平台，能够在前線日夜偵察和監視。黃蜂的重量僅為430g(0.95lb)，長度16in(38cm)，翼展29in(72cm)，可拆解以便放入背包中。黃蜂可以透過手動控制，也可以由GPS進行自主導航，並且可以攜帶可切換的目標模組，包括前視和側視紅外線及彩色攝像機，這些攝像機能夠將實時影像直接傳送到手持地面控制器，該控制器與較大的RQ-11渡鴉式無人偵察機和RQ-20美洲獅無人機使用的控制器是同一型號的。該機可以飛行45分鐘，航程可達5km(3.1mi)，飛行高度為1,000ft(300m) ，最高速度為40–65km/h(25–40mph)。
美國空軍特種作戰司令部於2006年12月選擇Wasp III 作為戰場空中目標微型航空器（BATMAV）計劃的一部分，讓戰場空軍人員能夠搜索超出視線範圍的敵方目標；美國空軍特種作戰司令部於2007年10月開始測試這款微型無人機，並於2008年1月批准了其全速生產。2007年11月，美國海軍陸戰隊也簽訂了一份價值1,930萬美元的合同，為排級的海軍陸戰隊員提供裝備，與連級和營級部署的渡鴉式無人偵察機相輔相成。
2012年5月，宇航環境推出了改進版Wasp AE，能夠在地面或水上著陸。儘管重量增加到2.8lb(1.3kg)，但其續航能力提高了20%，並且集成了微型平衡環架，為操作員提供來自單一傳感器套件的彩色和紅外影像。繼空軍之後，海軍陸戰隊於2012年9月訂購了 Wasp AE。
2023年1月，美國海軍陸戰隊宣布退役RQ-12A Wasp IV，改用 SkyDio X2D，這是一款具備垂直起降功能的無人機，操作更簡便，並且能懸停監視。

## 使用國
- 澳洲陸軍[9]

 捷克
- 捷克陸軍[10]

 法國
- 法國海軍

 瑞典
- 瑞典空軍
- 瑞典陸軍
- 瑞典海軍

 美国
- 美國空軍

 西班牙
- 西班牙空天軍[11]

### 已退役
美国
- 美國海軍陸戰隊

 英国
- 英國皇家海軍